# Instituto religioso

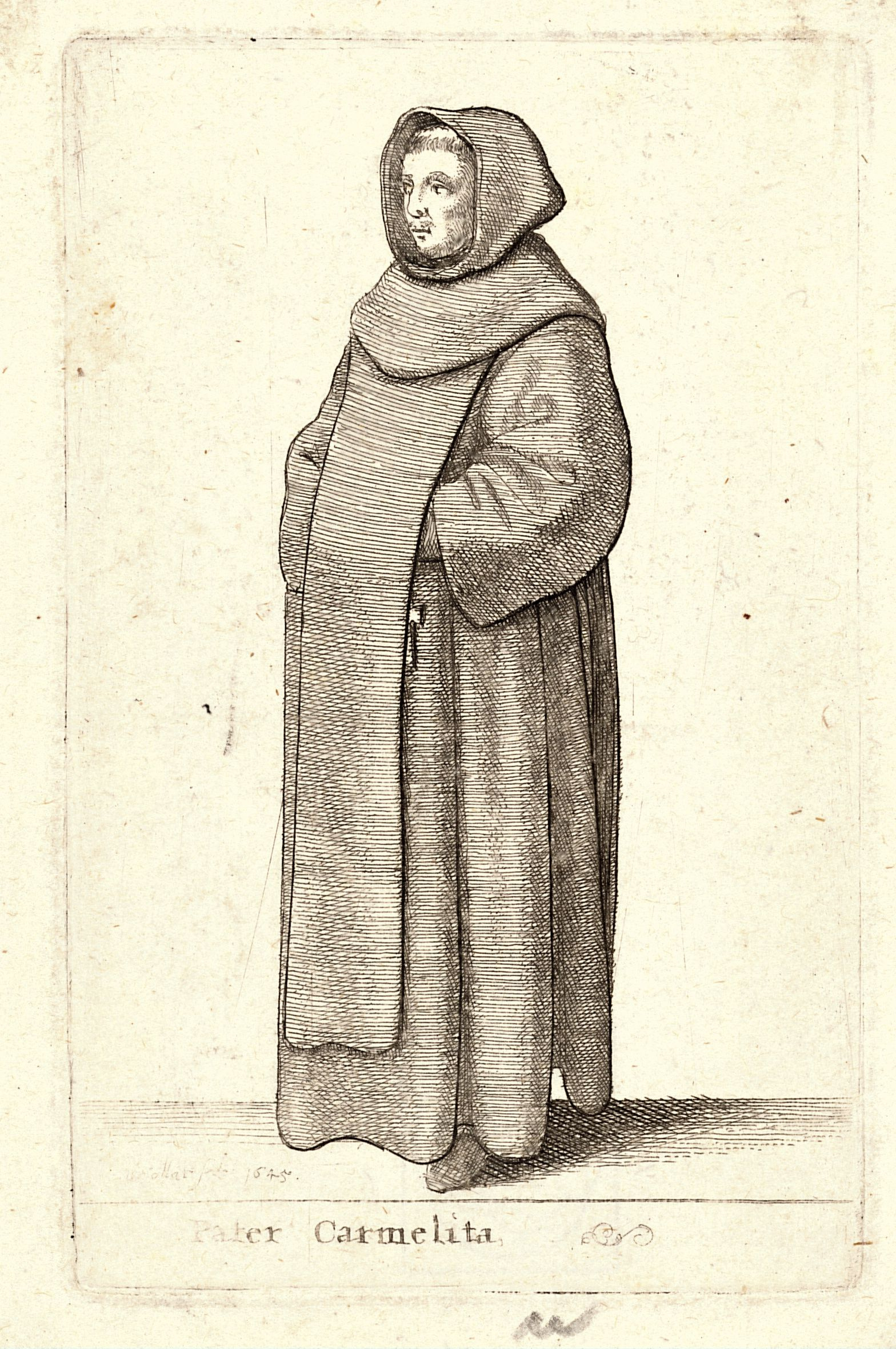
Religioso carmelita, ejemplo de orden religiosa, una de las dos formas de Institutos religiosos en la Iglesia católica.

En la Iglesia católica, los institutos religiosos son aquellos instituto de vida consagrada cuyos miembros profesan una vida y estado religiosos, es decir: que emiten votos públicos (sean estos perpetuos o temporales) y hacen vida fraterna en común.

## Definición

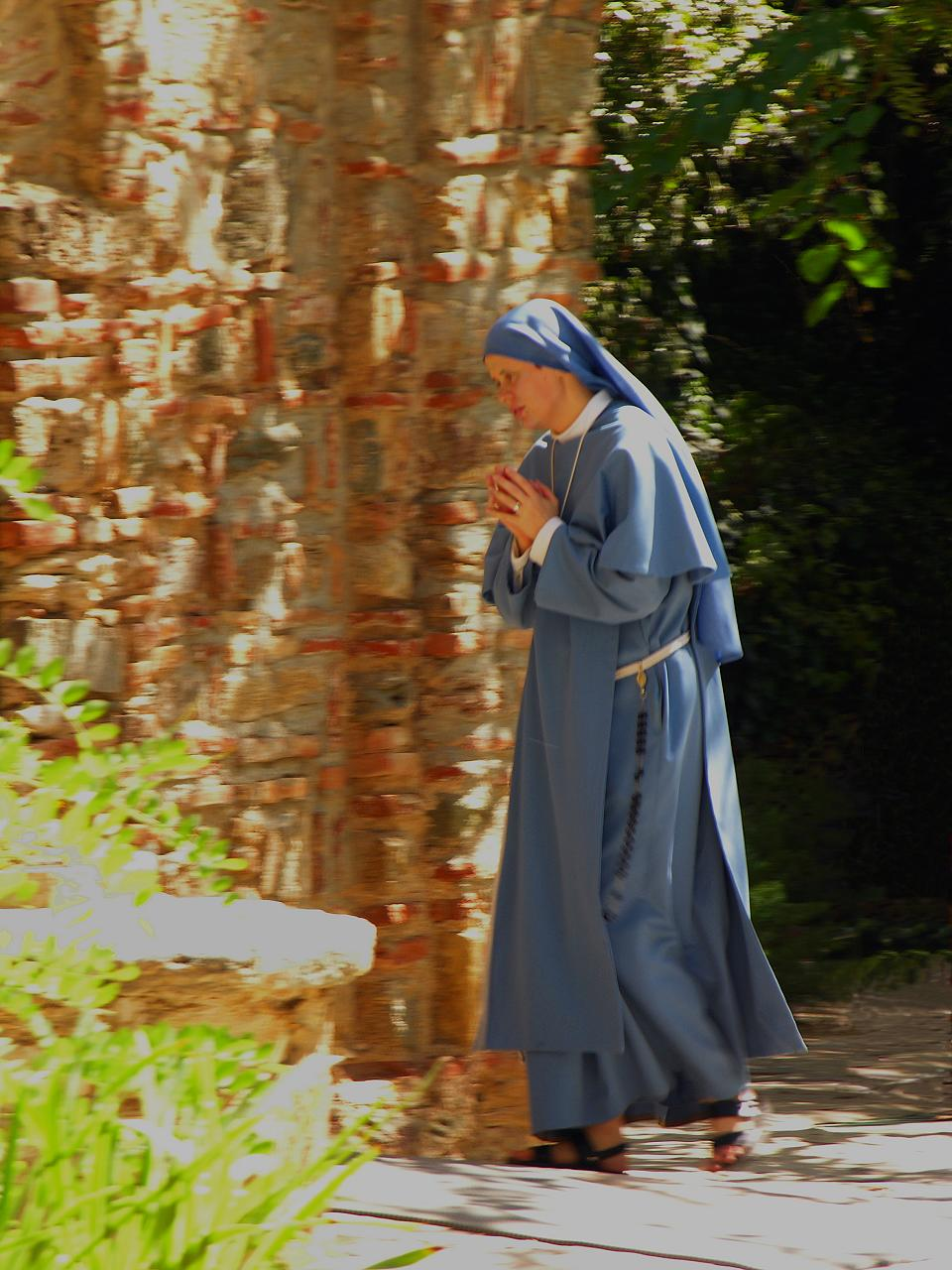
Religiosa Franciscana de la Inmaculada, ejemplo de una congregación religiosa. Las congregaciones junto con las órdenes religiosas, formas los Institutos religiosos de la Iglesia católica.

Según el Código de Derecho Canónico (CIC), el estado religioso es un estado público y completo de vida consagrada, cuyos miembros a los preceptos comunes para todos los fieles, añaden los tres consejos evangélicos de castidad, pobreza y obediencia, obligatorios por medio de los votos perpetuos o temporales que se han de renovar al vencer el plazo. Los votos se llaman públicos porque son aceptados como tales por la Iglesia católica. Además de la profesión de los votos, los religiosos viven bajo la autoridad de una regla de vida, que los lleva a vivir en comunidad, según la tradición, el carácter y la finalidad de cada Instituto, son aquellas que reciben un nombre apropiado para sus agrupaciones a las que pertenecen.

## Categorías
Los dos tipos de institutos religiosos son las órdenes religiosas y las congregaciones religiosas. Las órdenes preceden a las congregaciones en antigüedad. Ambos tipos de institutos pueden ser masculinos o femeninos, en algunos períodos históricos han existido institutos de vida mixta, es decir formados por hombres y mujeres que vivían bajo un mismo techo. Los institutos masculinos según su naturaleza y tradición pueden ser clericales o laicales. Todos los institutos femeninos son laicales, puesto que en la Iglesia católica las mujeres no reciben el sacramento del Orden. Tanto los institutos femeninos como los masculinos pueden tener casas, conventos, monasterios o fraternidades independientes entre sí, de ese modo se dice que son institutos con casas autónomas, aunque si lo desean pueden formar federaciones sin necesidad de perder la independencia de cada casa. Cuando el instituto posee una administración central, se dice que es un instituto religioso centralizado.

### Organigrama
- Órdenes religiosas
  - Canónigos regulares
  - Órdenes monásticas
  - Órdenes militares
  - Órdenes mendicantes
  - Clérigos regulares
- Congregaciones religiosas
  - Congregaciones religiosas clericales
  - Congregaciones religiosas laicales